# Schweizer Saftkugler
Der Schweizer Saftkugler (Glomeris helvetica) ist eine Art der zu den Doppelfüßern gehörenden Saftkugler und im westlichen Alpenraum beheimatet.

## Merkmale
Die Körperlänge beträgt 5–11 mm. Wie die ähnliche Art Glomeris tetrasticha hat auch Glomeris helvetica vier Fleckenreihen gelber, seltener weißer oder rötlicher, Flecken auf den schwarzen Rückenschilden, bei denen die mittleren Flecken immer deutlich getrennt sind (im Gegensatz zu Glomeris connexa). Allerdings weist der letzte Rückenschild von G. helvetica in Seitenansicht einen deutlichen Höcker auf, wodurch sich die Art von G. tetrasticha unterscheidet. Die inneren Flecken sind bei G. helvetica dreieckig. Auch das Präanaltergit (letzter Rückenschild) weist zwei querliegende dreieckige Flecken auf.

## Verbreitung und Lebensraum
Die Art ist überwiegend im westlichen Alpenraum verbreitet und findet sich hier in Frankreich, der Schweiz, Italien (hier nur ganz im Nordwesten) und Deutschland. In Deutschland erreicht die Art ihre nordöstliche Arealgrenze, kommt aber auch nördlich der Alpen vor. Bekannte Fundstellen der Art liegen in Deutschland im südlichen Baden-Württemberg, im nordwestlichen Bayern und in Nordwest-Hessen, wobei nur in Hessen seit 2000 noch Exemplare gefunden wurden. Bei den Populationen in Unterfranken (Mittleres Maintal) und Hessen handelt es sich um isolierte Populationen.
Die Art findet sich vorzugsweise in Wäldern, aber auch in steinigen Habitaten, Geröllhalden und Wiesen bis 2500 m Höhe. In Deutschland gilt sie als extrem selten.

## Taxonomie
Es existieren mehrere Synonyme der Art. Dazu zählt Glomeris ovatoguttata C. L. Koch, 1847. Zudem wurde die Art manchmal als Unterart oder Varietät von Glomeris ornata beschrieben. Dazu zählen die Synonyme Glomeris ornata var. helvetica Verhoeff, 1894 und Stenopleuromeris ornata helvetica (Verhoeff, 1894). Eine Unterart von Glomeris helvetica ist Glomeris helvetica synthesis Verhoeff, 1935.